# Llardecans
Llardecans – gmina w Hiszpanii, w prowincji Lleida, w Katalonii, o powierzchni 66,05 km². W 2011 roku gmina liczyła 505 mieszkańców.